# Château du Passage
Le château du Passage est un château de plaisance du XVIIe siècle qui a englobé un ancien logis du XVe siècle, qui se dresse sur la commune du Passage dans le département de l'Isère en région Auvergne-Rhône-Alpes.
Au titre des monuments historiques, les façades et les toitures ainsi que la salle de billard et l'ancienne salle à manger du rez-de-chaussée avec leur décor et la chapelle font l’objet d’une inscription partielle par arrêté du 17 juillet 1972 ; le grand escalier avec la cage, les deux salons et la chambre du rez-de-chaussée de l'aile sud avec leur décor font l’objet d’un classement par arrêté du 17 juillet 1972.

## Situation
Le château du Passage est situé dans le département français de l'Isère sur la commune du Passage, entre Virieu-sur-Bourbre et Saint-André-le-Gaz, au milieu d'un parc.

## Historique
En 1342 la famille de Clermont acquiert les terres où se trouve l'actuelle bâtisse pour y construire une maison forte, dont on peut encore voir des vestiges dans l’aile droite du château. À la suite d'un procès avec le roi Louis XI, la demeure est cédée à la famille de Poizieu qui entreprit dès l'année 1650 de construire le château que l’on peut admirer de nos jours.
En 1731, Joseph Gallien de Chabons qui était conseiller au parlement de Grenoble acheta aux neveux de la famille la résidence et fit de nombreux travaux que l'on peut encore voir, dont le grand escalier d’honneur dans le hall d’entrée, les plafonds à la française de la cuisine et les remarquables boiseries du XVIIIe siècle. Durant le même siècle le château est doté d’une chapelle qui comprend trois autels en marbre et une galerie balcon pour les domestiques.
À la Révolution, le château ferme et son mobilier est vendu et ce ne fut qu'en 1818 qu'il retrouva preneur en la personne du général Quiot qui le modernisa et le marqua de son sceau. De nombreux éléments de décoration changèrent et ainsi les murs du hall d'entrée et de l'escalier se virent agrémentés au début du XIXe siècle des décors en trompe-l’œil avec emblèmes militaires, le tout inséré dans un cadre à l'antique, des papiers peints faux marbre encore en parfait état et une salle de billard de plus de 100 m2.
Marie-Joséphine Piégay devint propriétaire du château en 1853, et c'est actuellement son arrière-arrière-petit-fils, Thierry de Saint-Romain qui tient toujours la demeure. De nos jours sur l'ensemble du château tout le rez-de-chaussée est ouvert aux visiteurs.

## Description
Se trouvant dans la campagne turripinoise, cette importante maison dauphinoise à deux niveaux, cernée de fossés d’agréments en eau, possède une immense toiture, très pentue à tuiles écailles plus haute que les murs, (9 mètres de murs pour 11 mètres de toit), et d'une symétrie parfaite.
La façade orientale est très classique et toujours d'une géométrie rigoureuse. La porte d'entrée, surmontée d'un ample triangle polychrome datant du XVIIIe siècle, et ses 21 fenêtres donnent sur les jardins et un parc vallonné de quatre hectares.